# Juan Carlos Camarasa Jiménez
Juan Carlos Camarasa Jiménez (Bilbao, 17 de julio de 1953 – Madrid, 12 de agosto de 2010) fue un activo músico y compositor de la escena rock madrileña de los primeros años 1980 y pionero de la música progresiva y psicodélica del País Vasco en los primeros años 1970.

## Biografía
Habiendo estudiado piano y música desde una edad temprana, y formado parte del Orfeón Donostiarra, en 1970 formó en Bilbao el grupo pionero de la escena psicodélica y progresiva Fase como cantante solista y teclista y principal compositor. Poco después, Juan Carlos transformará esta banda en el grupo Psicodelia, junto al guitarrista Juan José Respuela que en 1973 sería miembro fundador del insigne grupo de rock progresivo santanderino Bloque. Durante la etapa de Psicodelia, Camarasa será uno de los primeros teclistas españoles precursores del uso de sintetizadores analógicos como el Minimoog y teclados como el Mellotron, característicos de la música progresiva británica de los primeros años 1970.
En 1980, Juan Carlos Camarasa se traslada a Madrid para formar parte del grupo ETC junto al cantante Valentín del Moral -"El Chino"- ex miembro de Banzai, el ex batería de Ñu Enrique Ballesteros, y el guitarrista Javier Esteve (ex Cerebrum y Conexión).
En 1984, tras la disolución del grupo madrileño de Rhythm & Blues Union Pacific para formar el emblemático grupo de heavy metal Obús, el bajista Miguel Ruiz -alias Jimmy- se reúne con Camarasa en una nueva formación de rock progresivo llamada Océano que apenas tiene unos meses de vida. A partir de este momento, Juan Carlos Camarasa comienza a producir sus propios trabajos y poco después nace un proyecto nuevo llamado Pánico en el Teléfono en colaboración con el guitarrista y cantante Javier Escudero, posteriormente conocido como Scud Hero.
A partir de 1984, Pánico en el Teléfono realizan numerosas grabaciones con la colaboración del bajista Miguel Ruiz y el batería Pépe Cuervo, en las que se fusionan el pop y el rock con los arreglos de influencia progresiva de Juan Carlos Camarasa. A raíz de estas grabaciones y de varias actuaciones caracterizadas por la histriónica puesta en escena teatral de Camarasa, TVE realiza en 1986 un episodio del popular programa documental y pionero reality show Vivir cada día "Una Chupa de Cuero" dedicado a la vida de Juan Carlos Camarasa. El programa, emitido el 1 de febrero de 1987, cuenta con la colaboración de los grupos Burning y Mecano y refleja el contraste entre los sueños de éxito profesional del grupo Pánico en el Teléfono y la dura realidad de Camarasa, el cual en aquel momento aún se ganaba la vida como músico callejero tocando en las céntricas calles madrileñas. Cabe resaltar que Camarasa fue un personaje muy popular en la vida bohemia musical madrileña de los años 1980s. 
En declaraciones posteriores a la emisión del programa, el grupo reconocerá que su crítica sobre la industria discográfica española les pasó factura: "Las empresas discográficas y las salas más importantes de música en vivo se sintieron aludidos por algunas de las denuncias y muchas puertas se cerraron." 
Ese mismo año y a raíz de la aparición en TVE, Pánico en el Teléfono graban su primer LP Línea directa, que será editado en 1988. De este trabajo se incluirá el tema «La bestia del andén» en el LP recopilatorio Hecho en Vallecas producido por el Ayuntamiento de Madrid y editado en 1988 por Daga Records. A continuación, mientras que Javier Escudero continúa bajo el nombre de Pánico, Juan Carlos Camarasa abandona el proyecto para comenzar una larga trayectoria en solitario. Desde ese momento producirá los trabajos "Cuentos Cortos", en el cual Camarasa interpreta todos los instrumentos, y escribirá «Concierto número 1 para piano y orquesta».
En los últimos años de su vida, Juan Carlos Camarasa, desde su estudio madrileño, escribió y produjo numerosos trabajos para cine y publicidad y colaboró con diferentes grupos de pop y rock.